# Anselmo Windhausen
Anselmo Windhausen ( 20 de abril de 1882, Lingen, Alemania - † 2 de abril de 1932, Buenos Aires) fue un reconocido geólogo, y científico alemán residente en Argentina.

## Biografía
Anselmo Windhausen nació el 20 de abril de 1882 en Lingen, Alemania. 
Estudió en el Gymnasium de Hildesheim y en las universidades de Berlín, Múnich y Gotinga. Allí tuvo como maestros a célebres hombres de ciencia, como Ferdinand von Richthofen, Wilhelm Roentgen, Karl Alfred von Zittel, Wilhelm von Branca y Adolf von Könen.
Se inició en la famosa Caverna del Unicornio, en las montañas del Harz, en el Instituto Geológico-Paleontológico de Gotinga y en el Museo Roemers de Hildesheim.
En 1907 fue designado encargado de Geología y Paleontología del Museo Provincial de Hannover.
El 20 de abril de 1909 fue contratado por la División Minas y Geología del Ministerio de Agricultura de Argentina. Llevó a cabo sus primeros estudios geológicos en la provincia de Mendoza -  entre otros, de Paramillos de Uspallata - y participó en la Exposición del Centenario en Buenos Aires. Comisionado por el gobierno argentino, organizó la muestra de Minas y Geología en la Exposición Internacional de las Industrias y del Trabajo en Turín y Roubaix, en la que obtuvo un "grand prix".
En 1912 realizó sus primeras exploraciones en el norte de la Patagonia argentina y descubrió los afloramientos de petróleo de la región de Cerro Lotena, en la provincia de Neuquén.
En septiembre del año siguiente, aconsejó la explotación de petróleo en la zona del actual yacimiento de Plaza Huincul, en una histórica conferencia que pronunció en la Sociedad Científica Argentina. 
En 1914 fue designado Comisionado de Minas del pabellón argentino en la Exposición Panamá-San Francisco, de Estados Unidos. Allí se dedicó un año a recorrer el país y tomó contacto con paleontólogos y geólogos estadounisenses como Arnold Edward Ortmann, Matthew y otros, para el intercambio de información científica sobre la Patagonia argentina.
En 1916 retomó sus estudios geológicos en la zona de las provincias de Río Negro y Neuquén. Estos tenían que ver con los límites entre el Cretáceo y el Jurásico; y en 1918 publicó sus conclusiones en el American Journal of Science de los Estados Unidos. Allí estableció el concepto y la nomenclatura de las llamadas "capas de Jagüel". En 1919, fue transferido a la recién creada Dirección General de los Yacimientos Petrolíferos Fiscales, más tarde la YPF estatal de petróleo. Windhausen se encargó de realizar un estudio completo geológico de las zonas petroleras de Chubut y de Santa Cruz, cuyas conclusiones parciales publicó en Argentina y Alemania.
En 1920 se nacionalizó argentino. 
En 1924 publicó su estudio sobre la región del golfo de San Jorge que, durante años, fue la base de la exploración y explotación del petróleo en esa zona de la Patagonia argentina. Además, contribuyó al conocimiento del Bosque Petrificado de Santa Cruz (hoy Bosque Petrificado Cerro El Cuadrado), del que envió muestras de fósiles ("Araucaria mirabilis (Speg.) Windhausen") a su colega alemán Walter Gothan, para estudiarlas en Alemania.
Por esos tiempos, luchó incansablemente por la creación de parques nacionales, junto a otros naturalistas.
En 1925 colaboró activamente, como miembro fundador de la Sociedad Argentina de Geografía (GAEA), en la expedición del buque oceanográfico alemán "Meteor", que estudió el Atlántico sur con sondeos sónicos.
En 1926 fue designado profesor de Geología y Paleontología en la Escuela del Doctorado en Ciencias Naturales de la Universidad Nacional de Córdoba. 
Dos años más tarde, la Sociedad de Geografía de Berlín le concedió la medalla "Gustav Nachtigal", junto al geógrafo alemán Fritz Kühn, por sus contribuciones al conocimiento de las ciencias de la Tierra.
En 1929, publicó el primer volumen de su "Geología Argentina" (Ed. Jacobo Peuser, Buenos Aires) y fue fundador de la Sociedad Argentina de Minería y Geología. Invitado por el geógrafo alemán Albrecht Penck, viajó a Alemania para recibir finalmente la medalla Nachtigal. 
En 1931 publicó el segundo tomo de la "Geología Argentina". 
En abril, de ese mismo año, propuso a YPF, a través de la Universidad Nacional de Córdoba, la creación de un programa de becas para estudiantes de ciencias naturales que benefició a varias generaciones de geólogos argentinos.
A pocos días de cumplir 50 años, y tras un viaje a la Patagonia argentina, Anselmo Windhausen sufrió una embolia cerebral y falleció en Buenos Aires, el 2 de abril de 1932.

## Honores
Póstumamente, en 1935, un jurado que integraba el luego Premio Nobel Bernardo Houssay le otorgó el segundo Premio Nacional de Ciencias por su "Geología Argentina".

## Algunas publicaciones
- Apuntes sobre el sistema hidrográfico del río Senguerr, Sociedad Argentina de Estudios Geográficos (GAEA), Anales 4, Buenos Aires, 1925

- Einige Linien der geologischen Entwicklungsgeschichte Patagoniens im Lichte neuerer Forschungen, 17. Jahresbericht des Niedersächsischen Geologischen Vereins zu Hannover, Hannover, 1924

- La expedición oceanográfica alemana del Atlántico en el buque “Meteor”, GAEA, Anales 4, Buenos Aires, 1925

- Informe sobre las posibilidades existentes para el aprovisionamiento de agua en Puerto Camarones (Territorio de Chubut), Ministerio de Agricultura, Dirección General de Minas, Geología e Hidrología, Publicación 20, Buenos Aires, 1926

- Rasgos geológicos y morfológicos de la región del lago Nahuel Huapí, GAEA, tomo II, No 2. Anales, Buenos Aires, 1925

- Las antiguas conexiones de la Patagonia, Academia Nacional de Ciencias de Córdoba, Bol. 28, tomo XXVIII, Buenos Aires, 1925

- Consideraciones generales sobre la hidrografía de la provincia de Córdoba y partes adyacentes, Revista “Ingeniería Civil”, I, Córdoba, 1928

- -Geología Argentina, primera parte: Geología General o Dinámica, Ed. Jacobo Peuser, Buenos Aires, 1929
- -Geología Argentina, segunda parte: Geología Histórica y Regional del Territorio Argentino, Ed. Jacobo Peuser, 1931

- Bau und Bild Patagoniens, Zeitschrift der Gesellschaft für Erdkunde zu Berlin, Jahrgang 1932, Nr. ½, Berlín, 1932 (*)

- Apuntes sobre la zona petrolera de la Patagonia meridional, Boletín de Informaciones Petroleras de YPF, Buenos Aires, julio de 1935 (*)

(*) póstumos